# Вечная Россия
«Вечная Россия» («Сто веков») — картина художника-живописца Ильи Глазунова. Закончена автором в Москве в 1988 году. Первоначально называлась «Сто веков», позже[когда?] была переименована в «Вечную Россию».
Этапное полотно в творчестве художника как по замыслу и композиции, так и по количеству представленных на нём государственных и политических деятелей, полководцев, деятелей науки и культуры России разных эпох. Как пишет О. Платонов в биографии художника, это полотно И. Глазунов посвятил 1000-летию Крещения Руси, хотя временные рамки событий, изображенных им, не ограничивались десятью веками, а вели в глубь тысячелетий, к корням происхождения русской цивилизации. Художник представил историю вечной России в виде нескончаемого народного шествия, крестного хода, берущего начало от Софии Константинопольской и Киевской, храма Покрова на Нерли, древних стен Московского Кремля, в начале которого ярко выделяются образы православных святых, государственных и общественных деятелей, полководцев, писателей, художников, учёных, композиторов, создававших, возвышавших и защищавших Россию.